# جيمس سبيد
جيمس سبيد (بالإنجليزية: James Speed)‏ هو محامي وسياسي أمريكي، ولد في 11 مارس 1812 في مقاطعة جيفيرسون في الولايات المتحدة، وتوفي في 25 يونيو 1887 في لويفيل في الولايات المتحدة. حزبياً، نشط في حزب اليمين والحزب الجمهوري. وقد انتخب نائب عام الولايات المتحدة (2 ديسمبر 1864 – 22 يوليو 1866).